# TOWeb
TOWeb est un logiciel de création de site web WYSIWYG pour Microsoft Windows et Mac OS X et Linux via l'interface Wine, qui ne nécessite aucune connaissance en programmation. Depuis 2013 permet de créer des sites web responsive en HTML5 et CSS3 consultables aussi bien sur smartphones, tablettes que sur ordinateurs.

## Historique
La première version de TOWeb a été développée pendant deux ans entre 2003 et 2005 sous le nom de projet « WebGen ». À l'origine TOWeb était destiné aux débutants n'ayant aucune connaissance en création de site ou en langage HTML. La première version 1.0 est sortie le 6 août 2005. Les versions suivantes 2.0, 3.0, 4.0... ont rajouté de nouvelles fonctions comme un module e-commerce pour permettre la création de boutiques en ligne. Depuis la version 5 sortie en 2013, TOWeb suit la tendance du Responsive Web Design en permettant la création de site web compatibles avec tous les appareils.

### Versions
- La version 11 sortie mi novembre 2022 ajoute la gestion des templates avec effet parallaxe, l'intégration automatique des vidéos Tik-tok et des vidéos au format vertical mobile, un mode blogging avec publication automatique des derniers articles à la manière des extensions de type "News" de Wordpress ou Wix, le support de Google analytics 4 (respectueux des nouvelles règles du RGPD), la gestion avancée des formulaires dynamiques (type devis en ligne), l'éditeur a été remanié pour plus de souplesse, l'import/export de templates et de rubriques est désormais possible, et un outil marketing d'e-mailing a été intégré.
- La version 10.0 sortie le 20 novembre 2021 apporte de nouvelles fonctionnalités e-Commerce telles que les comptes clients, le support des paiements Stripe, l'affichage d'images différentes selon le sous-produits sélectionné, un processus de paiement amélioré, un panier d'achat pouvant fonctionner en mode mono-produit mais aussi un support de PHP 8, des images au format SVG et un affichage amélioré des sites Web générés pour une meilleure présentation et navigation mobile first.
- La version 8.0 sortie le 10 septembre 2019 apporte la possibilité de jouer des vidéos en fond de page, d'afficher des textes au survol des images, d'utiliser ou importer n'importe quelle fontes web y compris localement, de mieux sécuriser les formulaires web, d'améliorer le référencement d'un site et son partage sur les réseaux sociaux ainsi que des améliorations pour les sites de ventes en ligne comme notamment la présence d'un backoffice permettant de remettre à jour en temps réel le stock des produits, la prise en compte des livraisons par MondialRelay et une tarification au volume.
- La version 7.0 sortie le 4 décembre 2017 apporte la possibilité de gérer de réaliser des sites mono-pages avec des paragraphes en plein écran ainsi que des pages avec effet parallaxe. Elle comprend des fonctions et assistants pour aider à la mise en conformité avec le Règlement Général sur la Protection des Données (RGPD) entré en vigueur en 25 mai 2018 et applicable à tous les pays de l'Union européenne. Enfin elle introduit aussi de nombreux objets (comme par exemple les chiffres clefs, notes, plans & tarifs, tableaux responsive, avis utilisateurs avec étoiles, frise chronologique, compteurs de temps ou fiches) mais également des optimisations pour un chargement plus rapide des pages ainsi qu'un nouveau module de publication FTP/SFTP/FTPS intégré plus performant.
- La version 6.0 sortie le 23 juin 2015 apporte la possibilité de créer de nouveaux types de pages (calendrier, article, consentement), le support des écrans Retina, des albums photos consultables en plein écran, des effets sur les images, de nouveaux objets (tels que des graphes, comptes à rebours, flux Twitter, horodatage), un optimiseur de site intégré au logiciel pour améliorer le référencement des sites sur les moteurs de recherche ainsi que de nouvelles possibilités e-Commerce telles que la vente de fichier numériques (e-books, musiques, photos, etc.) et l'affichage de produits connexes.
- La version 5.0 sortie le 18 juin 2013 a introduit un éditeur et un générateur de pages orientés vers la création de sites web responsive et le WYSIWYG. De nombreuses fonctions de la version précédente ont été supprimées[5] comme le moteur de thème obsolète ou le mécanisme d'édition par syntaxe wiki.
- La version 4.0 sortie le 26 juin 2011 a introduit le support de l'unicode, un nouveau module e-commerce, le support d'objets multimédia comme Google Maps et YouTube, les sondages, la traduction automatique...
- La version 3.0 sortie le 19 juin 2009 a introduit les scripts côté serveur (i-services), l'insertion d'annonces publicitaires, l'optimisation du référencement(seo), l'import Microsoft Word & Microsoft Excel...
- La version 2.0 sortie le 19 juin 2007 a introduit une nouvelle interface utilisateur, la compatibilité avec Windows Vista, les sous-menus, diaporamas, scripts HTML, flux RSS...
- La version 1.07 sortie le 31 janvier 2006 a introduit les fonctions e-commerce.
- La version 1.0 est sortie le 6 août 2005.